# Castañer (empresa)
Castañer es una empresa española, con sede en Bañolas (Gerona), dedicada tradicionalmente a la fabricación de alpargatas de esparto y calzado en general. En 2010, la entidad recibió la Medalla de Oro al mérito en las Bellas Artes, premio concedido por el Ministerio de Cultura de España. La marca es gestionada actualmente por la sociedad familiar Espadrilles Banyoles, S.L. propiedad de la familia Castañer. 

## Historia
En 1776, Rafael Castañer comenzó con la manufactura artesanal de alpargatas en la localidad gerundense de Bañolas. En 1927, Luis Castañer y su primo Tomàs Serra fundaron el primer taller de la marca e industrializaron el proceso de fabricación. Durante la guerra civil española, la empresa fue nacionalizada por el Gobierno republicano, para calzar a sus soldados con las alpargatas fabricadas por Castañer. En la década de 1950, con la expansión de la industrialización, significan el desplazamiento de la alpargata como calzado tradicional popular y obligó a la empresa a reinventarse en los siguientes años. La segunda generación de la familia, compuesta por Lorenzo Castañer y su mujer Isabel Sauras (quien en 2011 recibió el premio "Barcelona es Moda" de la Cámara de Comercio de Barcelona), asumieron la dirección e introdujeron este calzado tradicional en el mercado de la moda. En los años sesenta, actores conocidos como Cary Grant, Grace Kelly, Catherine Deneuve o el pintor Salvador Dalí, comenzaron a usar sus alpargatas.
En los años setenta, empiezan a colaborar con Yves Saint Laurent y la entidad se expande internacionalmente, colaborando con marcas de lujo como Gucci, Louis Vuitton o Marc Jacobs. En 1994, abren su primera tienda propia en Barcelona que consolida a la expansión de la marca por todo el mundo.
Desde 2010 la empresa, Espadrilles Banyoles, SL está dirigida por la tercera generación con Luis Castañer Sauras como presidente y Antonio Castañer Sauras como consejero delegado. La marca Castañer está presente en todo el mundo y la empresa exporta alrededor de un 70 % de su producción, destacando tradicionalmente Italia como principal destino donde se han ido incorporando en los últimos años otros productos como bolsos y accesorios de playa, y donde en 2011 se vendía un 23% de toda su producción y manteniendo a su representante durante más de 40 años. Le sigue en importancia Francia que recibe un 21% de la producción y ya en tercer lugar aparece el mercado nacional español donde comercializa un 19%. En París cuenta con una tienda en la emblemática Rue Saint Honoré, rediseñada en 2014.
La empresa tiene presencia en varias ciudades del mundo, entre las que destacan, además de Europa, Miami, Tokio, Pekín, Shanghái o Singapur y Chile, alcanzando más de 35 países en Europa, Asia y América y con más de 800 puntos de venta en todo el mundo (2015) con ventas de medio millón de pares anuales.
A partir de 2017 Castañer impulsa una reorganización, diversificación y modificación de su estructura comercial para dar nuevo impulso y corregir errores del pasado. A finales de ese año, la sociedad llegó a un acuerdo de financiación con los bancos homologado judicialmente y confirmado por la Audiencia Provincial de Gerona.
En 2019, la compañía siguió pasando por momentos de debilidad financiera que hacen necesaria una reestructuración de la deuda para compensar pérdidas, para lo cual se vio obligada acometer una reducción de capital de 4,4 millones de euros (el resultante suscrito se quedó en apenas 22.000 según fuentes del Registro Mercantil). La compañía había llegado a un acuerdo con más del 80% de las entidades financieras y los socios realizaron una aportación de 1,05 millones de euros. La junta de accionistas también aprobó la cancelación del derecho de cobro de los socios a los dividendos pendientes. Castañer mantenía una deuda a largo plazo con entidades de crédito de 3,3 millones de euros y préstamos a corto por valor de 10,4 millones de euros. En enero de ese mismo año se produjeron cambios en su Consejo de Administración saliendo de él los hermanos Luis, Antonio (que permanecen como apoderados) y Cristina Castañer Sauras y siendo nombrado como administrador único, otro de los hermanos de la familia Castañer, Rafael Castañer Sauras.